# Génelard
Génelard è un comune francese di 1 487 abitanti situato nel dipartimento della Saona e Loira nella regione della Borgogna-Franca Contea.

Diede i natali a al pittore impressionista/simbolista Jean Laronze (1852-1937).

## Società

### Evoluzione demografica
Abitanti censiti